# Дуглас (округ, Южная Дакота)
Округ Дуглас (англ. Douglas County) располагается в штате Южная Дакота, США. Официально образован в 1873 году. По состоянию на 2010 год, численность населения составляла 3002 человека.

## География
По данным Бюро переписи США, общая площадь округа равняется 1124,061 км2, из которых 1118,881 км2 суша и 5,180 км2 или 0,4 % это водоёмы.

## Население
По данным переписи населения 2000 года в округе проживает 3 458 жителей в составе 1 321 домашних хозяйств и 947 семей. Плотность населения составляет 3,00 человека на км2. На территории округа насчитывается 1 453 жилых строений, при плотности застройки около 1-го строения на км2. Расовый состав населения: белые — 98,06 %, афроамериканцы — 0,06 %, коренные американцы (индейцы) — 0,98 %, азиаты — 0,14 %, гавайцы — 0,00 %, представители других рас — 0,12 %, представители двух или более рас — 0,64 %. Испаноязычные составляли 0,38 % населения независимо от расы.
В составе 32,20 % из общего числа домашних хозяйств проживают дети в возрасте до 18 лет, 65,40 % домашних хозяйств представляют собой супружеские пары проживающие вместе, 3,60 % домашних хозяйств представляют собой одиноких женщин без супруга, 28,30 % домашних хозяйств не имеют отношения к семьям, 26,80 % домашних хозяйств состоят из одного человека, 15,40 % домашних хозяйств состоят из престарелых (65 лет и старше), проживающих в одиночестве. Средний размер домашнего хозяйства составляет 2,54 человека, и средний размер семьи 3,10 человека.
Возрастной состав округа: 27,70 % моложе 18 лет, 4,90 % от 18 до 24, 22,40 % от 25 до 44, 22,40 % от 45 до 64 и 22,40 % от 65 и старше. Средний возраст жителя округа 42 лет. На каждые 100 женщин приходится 95,10 мужчин. На каждые 100 женщин старше 18 лет приходится 92,30 мужчин.
Средний доход на домохозяйство в округе составлял 28 478 USD, на семью — 33 935 USD. Среднестатистический заработок мужчины был 25 425 USD против 18 309 USD для женщины. Доход на душу населения составлял 13 827 USD. Около 12,20 % семей и 14,60 % общего населения находились ниже черты бедности, в том числе — 16,80 % молодежи (тех, кому ещё не исполнилось 18 лет) и 14,90 % тех, кому было уже больше 65 лет.